# Huis Enríquez
Het Huis Enríquez is een Spaanse adellijke dynastie, die haar oorsprong vindt in het Castilië van de 14e eeuw.

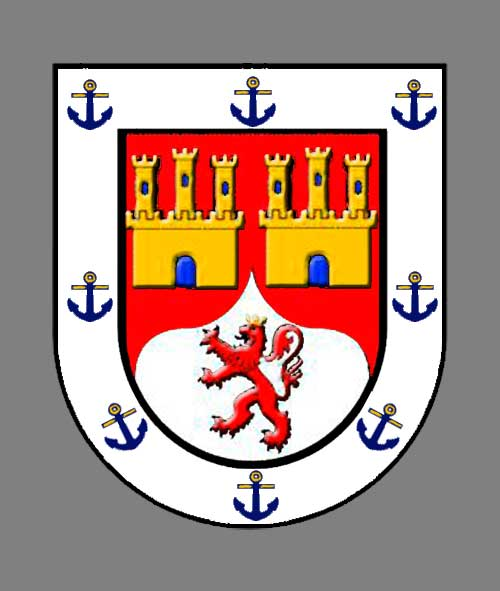
Wapen van het Huis Enríquez, admiralen van Castilië

## Oorsprong
De oorsprong van het geslacht ligt bij Fadrique Alfonso van Castilië, het vijfde kind uit de buitenechtelijke relatie tussen Leonor Núnez de Guzmán en de koning Alfons XI van Castilië. Zowel de broer van Fadrique, Hendrik, als zijn halfbroer Peter maakten aanspraak op de kroon. Fadrique werd uiteindelijk in 1358 door Peter vermoord. 
De opvolger van Fadrique was zijn zoon Alonso Enríquez. Alonso’s moeder was waarschijnlijk Constanza de Angulo, bijgenaamd doña Paloma, een zeer knappe vrouw van joodse afkomst, kleindochter van Shlomo Ha-Zaken. Dit leidde in de 14e en 15e eeuw tot veel discussie over de "zuiverheid" van de familie Enríquez en de zaak werd door de Spaanse Inquisitie onderzocht.
In 1405 wordt Alonso Enríquez (1354-1429) benoemd tot eerste Admiraal van Castilië. Deze belangrijke titel blijft tot 1705 in handen van het Huis Enríquez.
Het geslacht Enríquez behoorde in de 14, 15e en 16e eeuw tot de machtigste adellijke families van Spanje.

## Lijn
1. Fadrique Alfonso van Castilië (1333 – 1358)
Nageslacht met Constanza de Angulo:
- Pedro Enríquez de Castilla y Angulo de Córdoba (circa 1352 - Orense, 1400), Graaf van Trastámara.

Nageslacht met Constanza de Angulo:
- Alonso Enríquez de Castilla (1354-1429)
- Pedro Enríquez de Castilla (1355- 5 mei 1400)
- Leonor Enríquez de Castilla (1357-?)

2. Alonso Enríquez de Castilla (1354-1429) 1e admiraal van Castilië 
Nageslacht met Juana de Mendoza:
- Fadrique Enríquez
- Enríque Enríquez
- Beatriz Enríquez
- Leonor Enríquez
- Aldonza Enríquez Mendoza
- Isabel Enríquez
- Inés Enríquez
- Blanca Enríquez
- Constanza Enríquez
- María Enríquez

3. Fadrique Enríquez (1390-1473) 2e admiraal van Castilië 
Nageslacht met Marina Fernández de Cordoba y Ayala:
- Johanna Enríquez (1425-1468)

Nageslacht met Teresa Fernández de Quiñones: 
- Alonso Enríquez (1435-1485) 3e admiraal van Castilië
- Pedro, 4e adelantado mayor van Andalusië (? - 1492)
- Enrique Enríquez ( - 1497), mayordomo mayor del rey, heer van Orso
- Francisco Enríques
- María
- Leonor
- Inés
- Aldonza
- Blanca

4. Alonso Enríquez (1435-1485) (1435-1485) 3e admiraal van Castilië
Nageslacht met María Pérez de Velasco:
- Fadrique Enríquez (1465-1538)

5. Fadrique II Enríquez de Cabrera (1485-1538) 
Nageslacht met Ana de Cabrera:
6. Fernando Enríquez (1538-1542) --- María Girón
7. Luís Enríquez (1542-1567)
8. Luís II Enríquez (1567-1596) --- Ana de Mendoza
9. Luís III Enríquez de Cabrera (1596-1600) --- Vittoria Colonna
10. Juan Alfonso Enríquez de Cabrera (1594-1647)
11. Juan Gaspar Enríquez de Cabrera (1647-1691)
12. Juan Tomás Enríquez de Cabrera (1691-1702)
13. Pascual Enríquez de Cabrera (-1739)
14. María de la Almudena Enríquez de Cabrera (-1779)